# Гендриков Олександр Іванович
Гендриков Олександр Іванович (1806 або 1807 — 16(04).05.1881) — військовик, граф, дійсний статський радник (1847), шталмейстер (1855), обер-шенк (1873), кавалер більшості орденів Російської імперії, в тому числі ордена святого князя Олександра Невського з діамантами (1876). Член Харківського статистичного комітету (1837). Правнук І.Гендрикова. Змалку — в імператорському почті, паж. На військову службу вступив 1823 офіцером лейб-гвардії Кірасирського полку. 1826 переведений до Кавалергардського полку, 1832 звільнений у відставку за домашніми обставинами в чині ротмістра. 1834 обраний почесним попечителем харківської гімназії, 1835 призначений камергером, 1837 — членом комітету з облаштування Харкова, ради місцевого Інституту шляхтянок. Як знавець коней, опікувався загальною харківською стайнею. 1841 у Санкт-Петербурзі обійняв посаду шталмейстера великої княгині Марії Михайлівни, від 1846 виконував обов'язки шталмейстера імператорського двору. Від 1850 — інспектор державних кінних заводів. 1843–59 — член комітету державного конярства. Володів у Слобідській Україні більш як 2 тис. кріпаків, багатьма землями та підприємствами, у тому числі гуральнею, млином, олійницею, сукновальнею, вівчарнею, кінним заводом, фабриками. 1850 заснував у слободі Рубіжна (нині с. Рубіжне Вовчанського району Харківської обл.) цукровий завод, який запрацював під егідою фірми «Ротермунд і Вейсе», з прибутком проіснувавши до 20 ст. (300 робітників виготовляли за сезон продукції більш як на 400 000 рублів). Після смерті першої дружини — Параскеви (до шлюбу княжни Хилкової, фрейліни; 1803—1843) — поріднився з Гудовичами. Пошлюбивши дочку генерала Василя Гудовича Авдотью (Докію; 1825—1901), взяв за нею у Полтавській губернії 1 тис. десятин ґрунтів, винокурню та млин на р. Грунь (притока Псла, бас. Дніпра). Помер у с. Графське (нині с. Радянське Вовчанського району Харківської обл.). Його молодший син Василь (1857—1912) став 1896 гофмейстером при імператриці Олександрі Федорівні (дружині імператора Миколи II), 1900 — обер-церемоніймейстером.